# Jaiden Animations
Jaiden Animations (* 27. září 1997, Spojené státy americké) je pseudonym americké youtuberky a animátorky, která je známá vytvářením příběhových animovaných videí na YouTube. Její videa obsahují různá témata, od jejích zážitků až po osobní příběhy. Vydává také videa zaměřená na videohry.
V únoru 2022 měl kanál přes 1,9 milionů celkových zhlédnutí a více než 11 milionů odběratelů. Na 10. udílení Streamy Awards v roce 2020 obdržela cenu Streamy v kategorii animace. Již dříve byla na tuto cenu nominována v roce 2018.

## Kariéra
Svůj YouTube kanál založila ještě jako teenager v roce 2014. Předtím spolupracovala s dalšími youtubery na jejich kanálech, například s iHasCupquake. V letech 2016 a 2017 se její kanál začal nabízet návštěvníkům YouTube a získal větší publikum.

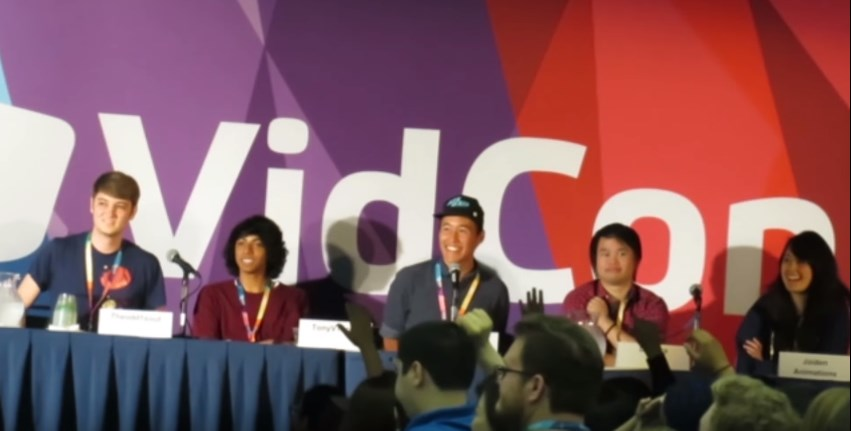
Jaiden (vpravo) na VidCon s TheOdd1sOut (vlevo), Dominics (druhý zprava) a další YouTube animátoři

V prosinci 2017 se objevila na YouTube Rewind: The Shape of 2017, prvním díle YouTube Rewind, který zahrnoval animátory. V září 2018 získala nominaci v kategorii animace na 8. ročníku udílení Streamy Awards. Pro rekapitulační video YouTube Rewind 2018: Everyone Controls Rewind vytvořila animaci s židlí PewDiePie.
V březnu 2019 se zúčastnila turnaje v airsoftu, který organizoval youtuber MrBeast a sponzoroval herní vývojář Electronic Arts. Akce, pořádané za účelem propagace vydání Apex Legends, se zúčastnilo 36 hráčů, z nichž všichni byli prominentní influenceři na YouTube.
V dubnu 2019 zveřejnila video, které vyzývá diváky, aby prostřednictvím kampaně GoFundMe přispěli neziskové ptačí rezervaci Bird Gardens of Naples Floridě. Během devíti týdnů vybrala pro kampaň více než 22 000 $. Byla také jednou z mnoha tvůrčích osobností, které přispěly sbírce Team Trees v roce 2019. U příležitosti Světového dne zdraví se v dubnu 2020 zapojila do #HopeFromHome, charitativního živého přenosu iniciovaného youtuberem Jacksepticeyem, který vybral více než 260 000 $ na pomoc při pandemii covidu-19. Na 10. ročníku udílení Streamy Awards v prosinci 2020 vyhrála cenu v kategorii animace.
V lednu 2021 se objevila v YIAY Time: The Game Show, komediálním programu na YouTube Original, který moderoval Jack Douglass. 1. června její kanál překročil hranici 10 milionů odběratelů.
V říjnu 2021 se zúčastnila charitativního turnaje ve videohře Nickelodeon All-Star Brawl, který pořádali youtuber Alpharad a Coney z esportové organizace Panda Global. V turnaji hrála za postavu Kočkopsa. Ve své kampani získala více než 73 000 $ poté, co zveřejnila v současnosti již smazané video s žádostí o dary na pomoc při výběru postavy, za kterou chtěla v turnaji hrát. Získala nominaci v kategorii Animace na 11. ročníku udílení Streamy Awards v prosinci 2021.

### YouTube obsah
Publikuje především animovaná videa, ve kterých vypráví příběhy o jejím osobním životě. Videa často pojednávají o tématech, jako jsou psychické zneužívání, úzkost a deprese. Vytváří navíc videa zaměřená na její cesty a videohry, například ze série Pokemon. S youtuberem TheOdd1sOut je součástí „Animation Squad“, skupiny animátorů, kteří spolu často vytvářejí videa. Její kanál spravuje vícekanálová síť Channel Frederator.

## Osobní život
V roce 2016 řekla ve videu, že bydlí v Arizoně. V dalším videu, publikovaném v roce 2018, oznámila stěhování do Kalifornie.
20. března 2022 přiznala, že je aromantická a asexuální.

## Filmografie

### Animace
- 2017: YouTube Rewind: The Shape of 2017
- 2018: YouTube Rewind 2018: Everyone Controls Rewind

### Hlasové herectví
- 2018: YouTube Rewind 2018: Everyone Controls Rewind

### Reality show
- 2020: The Creator games
- 2021: YIAY Time: The Game Show

## Diskografie
- 2018: „Empty“ (s Boyinaband)
- 2021: „Rise Above“ (feat. Rainych)

## Ocenění a nominace
| Rok  | Cena           | Kategorie                 | Výsledek  | Ref.   |
| ---- | -------------- | ------------------------- | --------- | ------ |
| 2018 | Streamy Awards | Celková cena – animace    | nominace  | [ 20 ] |
| 2020 | Streamy Awards | Cena za předmět – animace | vítězství | [ 30 ] |
| 2021 | Streamy Awards | Cena za předmět – animace | nominace  | [ 52 ] |